# Johanna Kurkela

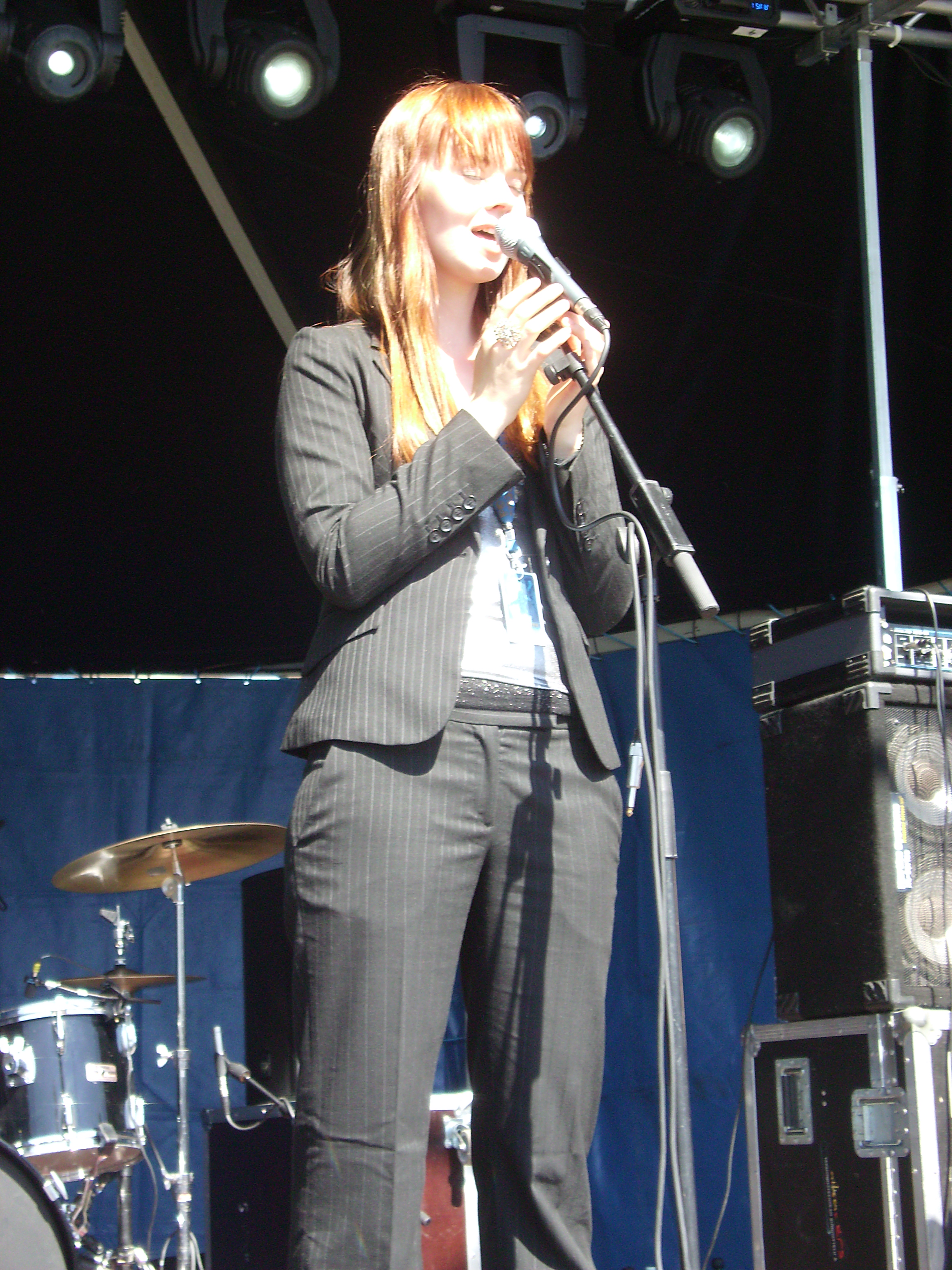
Johanna Kurkela.

Johanna Kurkela, född 1985 i Lumijoki, är en österbottnisk sångerska som sjunger på finska. Hon har varit verksam offentligt sedan 2004, då hon gjorde en duett Tahdon tanssia kanssasi, med Tomi Metsäketo.
Som ung spelade hon violin och senare piano, för att under gymnasiet studera vid musikgymnasiet i Uleåborg. Hon har sjungit för Sonata Arctica. Hon försökte förgäves 2007 ställa upp i Eurovision Song Contest.

## Verk

### Album
- Hetki hiljaa (2005)
- Marmoritaivas (2007)
- Kauriinsilmät (2008)
- Hyvästi, Dolores Haze (2010)

### Singlar
- Olen sinussa (2005)
- Olet uneni kaunein (2007)
- Sun särkyä anna mä en (2007)
- Marmoritaivas (2007)
- Rakkauslaulu (2010)

### Medverkan
- Tomi Metsäketo - Tummaa samettia: Tahdon tanssia kanssasi (duet) (2004)
- Tilkkutäkki 1: Hiljainen kaupunki (2005)
- Tilkkutäkki 2: Kuule minun ääneni (2006)
- Tilkkutäkki 3: Elämä on nyt (2007)
- Sonata Arctica - The Days of Grays (sång på spår 2 och 9) (2009)
- Vesa-Matti Loiri - Hyvää puuta (2009)
- Club for Five - You're The Voice: Nothing else matters (2009)
- Nightwish - Shoemaker (2020) [1]
- Delain - Vita Nova (2022)
- Insomnium - Godforsaken (2023)